# Cuento con moraleja

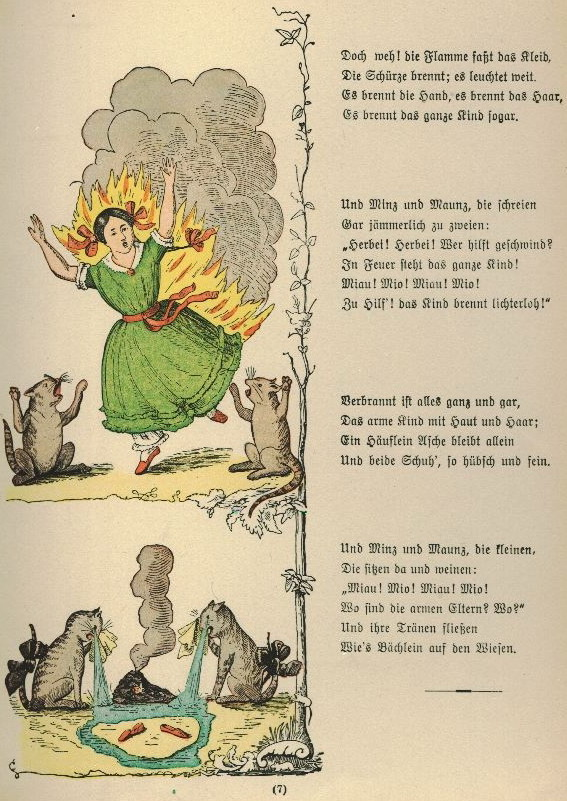
Las historias que tienen que ver con jugar con fuego, nunca tienen finales felices. Una ilustración de "La Terrible Historia de Paulina y los Cerillos" de Struwwelpeter, por Heinrich Hoffman, (1845).

Un cuento con moraleja es un cuento dicho en el folclore para advertir su oyente de un peligro. Hay tres partes esenciales de un cuento de este tipo, aunque pueden ser presentados en una variedad grande de maneras.  Primero, un tabú o una prohibición es declarada: algún acto, ubicación, o la simple mención de una palabra puede ser algo peligroso. Entonces, se cuenta la narrativa: alguien desatendió el aviso y actuó la acción prohibida. Finalmente, el infractor encuentra un destino desagradable, el cual es frecuentemente espeluznante y relatado a detalle.

## Cuentos con moraleja y comportamiento
Los cuentos con moraleja son omnipresentes en cultura popular; muchas leyendas urbanas están enmarcadas como cuentos con moraleja, como la historia de la niñera que destiende a los críos a a su cuidado y es entonces perseguida por un maniático homicida. Al igual que el género de ficción de horror, generalmente el cuento con moraleja exhibe una actitud ambivalente hacia las convenciones sociales tradicionales.  El narrador de un cuento con moraleja epuede permitirse saltarse algunas de las más estrictas normas de etiqueta, como las que desalientan el uso de imágenes impactantes, violentas o de mal gusto, porque el cuento sirve para reforzar algunos otros tabús sociales.
Los cuentos con moraleja son también frecuentemente utilizados para extender concienciación de asuntos morales. Por esta razón, son a menudo contados a niños para hacerles que cumplan ciertas reglas básicas de seguridad por su propio bien, como el no hablar con desconocidos.
Aquellos cuyo trabajo consiste en aplicar el buen comportamiento, frecuentemente recurren a los cuentos con moraleja. La antología de lengua alemana, Struwwelpeter, contiene cuentos como  "Die gar traurige Geschichte mit dem Feuerzeug" ("La Terrible Historia de Paulina y los Cerillos" ); donde es bastante fácil de deducir el final del título. Algunas películas de corte educacional se basan directamente en cuentos con moraleja, para educar a los adolescentes obre el peligro de las drogas o las infecciones de transmisión sexual. La estructura del cuento con moraleja se ha convertido en un cliché en las películas slasher de la década de los 1980s, en las cuales, un grupo de adolescentes quienes han tenido sexo, bebido bebidas alcohólicas, o fumado marihuana, acaban inevitablemente siendo las víctimas del villano o del asesino en serie.